# Mon amour
Mon amour je třetí studiové album slovenského zpěváka Vaša Patejdla, které vyšlo roku 1989 u vydavatelství Opus.

## Seznam skladeb
| Pořadí         | Název                 | Délka |
| -------------- | --------------------- | ----- |
| 1.             | Francúzky             | 4:22  |
| 2.             | Kamarátka nádej       | 3:12  |
| 3.             | Nepriznaná            | 4:33  |
| 4.             | Šťastie               | 4:42  |
| 5.             | Muzikantské byty      | 3:43  |
| 6.             | Vnútorný monológ      | 5:37  |
| 7.             | Baletka samota        | 4:57  |
| 8.             | Narodiť sa dá len raz | 4:10  |
| 9.             | Mesto a já            | 5:55  |
| 10.            | Barová                | 7:37  |
| Celková délka: | Celková délka:        | 48:48 |